# 利里克剧院
利里克剧院（Lyric Theatre）是伦敦的一座西区剧院，位于西敏市的沙夫茨伯里大街。
利里克剧院开业于1888年12月17日，是这条街上第二座剧院，也是目前这条街上最古老的剧院。目前有967个座位。
利里克剧院在1960年被英国遗产委员会列为二级登录建筑。